# Arthropteris submarginalis
Arthropteris submarginalis là một loài dương xỉ thuộc họ Tectariaceae. Loài này được Karel Domin mô tả khoa học đầu tiên năm 1913.